# Proteasa principal del SARS-CoV
La proteasa 3C-like (3CLpro) o proteasa principal (main protease en anglès o Mpro), coneguda formalment com a endopeptidasa C30, és la principal proteasa que es troba als coronavirus. Escindeix la poliproteïna del coronavirus en onze llocs. És una cisteïna proteasa i membre del clan de proteases PA. Té una díada catalítica cisteïna-histidina al seu lloc actiu i escindeix un enllaç peptídic Gln-(Ser/Ala/Gly).
La Comissió Enzimàtica es refereix a aquesta família com a proteinasa principal del coronavirus SARS (Mpro; EC 3.4.22.69). La proteasa 3CL correspon a la proteïna no estructural 5 del coronavirus (nsp5). El "3C" en el nom comú es refereix a la proteasa 3C (3Cpro) que és una proteasa homòloga que es troba als picornavirus.